# Produto cartesiano

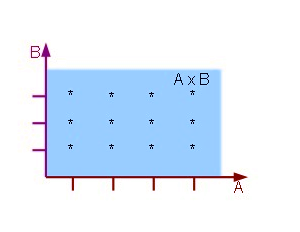
Representação gráfica cartesiana

Em matemática, dados dois conjuntos X e Y, o produto cartesiano (ou produto direto) desses dois (escrito como X × Y) é o conjunto de todos os pares ordenados, cujo primeiro termo pertence a X; e o segundo, a Y.
{\displaystyle X\times Y=\{(x,y)\mid x\in X\;\wedge \;y\in Y\}.}
O produto cartesiano recebe seu nome de René Descartes, cuja formulação da geometria analítica deu origem a este conceito.
Por exemplo, se X é conjunto dos 13 elementos do baralho inglês:
{\displaystyle X=\{\mathrm {A} ,\mathrm {K} ,\mathrm {Q} ,\mathrm {J} ,10,9,8,7,6,5,4,3,2\}}
e Y é o conjunto dos quatro naipes:
Y = {♠, ♥, ♦, ♣}
então o produto cartesiano desses dois conjuntos será o conjunto com as 52 cartas do baralho:
X × Y = {(A, ♠), (K, ♠), ..., (2, ♠), (A, ♥), ..., (3, ♣), (2, ♣)}.
Outro exemplo é o plano bidimensional R × R, onde R é o conjunto de números reais; e os pares ordenados têm a forma de (x,y), onde x e y são números reais (veja o sistema de coordenadas cartesiano). Subconjuntos do produto cartesiano são chamados de relações binárias. As funções, um dos conceitos mais importantes da matemática, são definidas como tipos especiais de relações.

## Teoria dos conjuntos
Em teoria dos conjuntos e, em especial, na sua formulação pelos axiomas de Zermelo-Fraenkel, a definição de:
{\displaystyle X\times Y=\{(x,y)\ |\ x\in X\land y\in Y\}}
Não é satisfatória. Devemos construir, usando os axiomas, um conjunto suficientemente grande para conter todos os pares ordenados, e, depois, reduzir este conjunto ao produto escalar pelo axioma da separação.
Como um par ordenado é definido por {\displaystyle (a,b)=\{\{a\},\{a,b\}\}}, temos que eles são conjuntos formados por subconjuntos da união dos conjuntos X e Y. Ou seja, cada par ordenado é um subconjunto do conjunto das partes de {\displaystyle X\cup Y}. Portanto, o axioma da potência deve ser aplicado duas vezes sobre a união de X e Y, e sobre este conjunto aplica-se o axioma da separação.
Explicitamente:
{\displaystyle X\times Y=\{p\in P(P(X\cup Y))\ |\ p=\{\{x\},\{x,y\}\},x\in X,y\in Y\}}
Deve-se mostrar que ninguém ficou de fora, ou seja, que qualquer par ordenado pertence ao produto escalar. Para isso, suponha que {\displaystyle a\in X\land b\in Y}. Então, pela definição de união, {\displaystyle a\in X\cup Y\land b\in X\cup Y}. Pela definição do conjunto das partes, {\displaystyle \{a\}\in P(X\cup Y)\land \{a,b\}\in P(X\cup Y)}. Finalmente, aplicando-se de novo a definição do conjunto das partes, temos que {\displaystyle (a,b)=\{\{a\},\{a,b\}\}\in P(P(X\cup Y))}.

## Cardinal
O cardinal do produto cartesiano de dois conjuntos é o produto dos cardinais dos conjuntos individuais:
{\displaystyle |X\times Y|=|X|\cdot |Y|}

## Generalização
O produto cartesiano pode ser generalizado para mais de dois conjuntos:
X1 × ... × Xn = { (x1,... ,xn) | x1 pertence a X1 e ... e xn pertence a Xn }

ou intuitivamente: 
(X1 × ... ×  Xn-1) × Xn.
Um exemplo é o seguinte. Seja o conjunto L com três elementos:
{1, 2, 3}
o conjunto M com dois elementos:
{a, b},
e o conjunto N com 2 elementos:
{$, %},
o produto cartesiano L × M × N é:
{(1, a, $), (1, a, %), (2, a, $), (2, a, %), (3, a, $), (3, a, %), (1, b, $), (1, b, %), (2, b, $), (2, b, %), (3, b, $), (3, b, %)}
Um outro exemplo disso é o espaço euclidiano de três dimensões {\displaystyle \mathbb {R} \times \mathbb {R} \times \mathbb {R} }.

## Notação potencial
Para expressar o produto cartesiano de um conjunto por si mesmo, está permitida a notação potencial:
{\displaystyle {\begin{matrix}&\underbrace {X\times X\times \cdots \times X} &=X^{n}\\&n\mathrm {vezes} \end{matrix}}}
Assim, o mencionado espaço euclidiano tridimensional pode-se representar como {\displaystyle \mathbb {R} ^{3}}.

## Produto infinito
A observação de que a estrutura do produto cartesiano {\displaystyle X^{n}} tem uma estrutura semelhante ao conjunto das funções de domínio {1, 2, ..., n} e imagem X sugere que o produto cartesiano possa ser generalizado para infinitas parcelas, como um conjunto de funções.
Seja {\displaystyle \Lambda } um conjunto (não-vazio), chamado de conjunto de índices. Seja {\displaystyle X_{\lambda }} um conjunto definido para cada índice {\displaystyle \lambda \in \Lambda } (eles podem ser iguais ou não). Então o produto destes conjuntos é definido por:
- {\displaystyle \prod _{\lambda \in \Lambda }X_{\lambda }=\{f:\Lambda \rightarrow \bigcup _{\lambda \in \Lambda }X_{\lambda }\ ,\ f(a)\in X_{a}\}}

### Exemplo
Seja {\displaystyle \Lambda =\mathbb {N^{\star }} }, ou seja, estamos indexando pelos números naturais (sem o zero). Seja {\displaystyle X_{i}=\{1,2,\ldots ,i\}}. Então {\displaystyle \prod X_{i}} é o conjunto das sequências de números naturais em que o primeiro termo é 1, o segundo termo é 1 ou 2, o terceiro termo é 1, 2 ou 3, etc.

### Axiomada Escolha
Um resultado paradoxal é que, usando os axiomas usuais da Teoria dos Conjuntos sem incluir o axioma da escolha, não é possível mostrar que o produto de conjuntos não-vazios tem algum elemento.

## Projeção canônica
As funções mais importantes que tem como domínio um produto cartesiano são as projeções canônicas.
No caso finito, a i-ésima projeção canônica é a função que retorna a i-ésima coordenada.
Ou seja:
- {\displaystyle \pi _{i}(x_{1},\ldots ,x_{i},\ldots ,x_{n})=x_{i}}

No caso infinito, como cada elemento de {\displaystyle \Pi _{\lambda }X_{\lambda }} é uma função, temos que:
- {\displaystyle \pi _{\lambda }(f)=f(\lambda )}

### Exemplos
- Em {\displaystyle \mathbb {R} ^{2}}, as duas projeções canônicas são:

{\displaystyle \pi _{1}(x,y)=x}
{\displaystyle \pi _{2}(x,y)=y}
- No conjunto das sequências de números reais, que pode ser visto como o produto {\displaystyle \Pi _{i\in \mathbb {N^{\star }} }\mathbb {R} }, a i-ésima projeção canônica é a função que retorna o i-ésimo elemento. Por exemplo:

{\displaystyle \pi _{10}(2,4,8,16,\ldots )=1024}

## Produtos de estruturas matemáticas
Várias estruturas matemáticas são mantidas, de uma forma natural (canônica) ao se passar para os produtos cartesianos. Por exemplo:
- o produto cartesiano de grupos é um grupo.
- o produto cartesiano de espaços vetoriais sobre o mesmo corpo é um espaço vetorial.
- o produto cartesiano de topologias é uma topologia, a topologia produto.

Todos estes conceitos podem ser unificados usando-se o produto categorial, definido na Teoria das categorias.